# مورچه‌مرغ چهچهه‌زن مانیکوره
مورچه‌مرغ چهچهه‌زن مانیکوره (نام علمی: Hypocnemis rondoni) نام یک گونه از سرده چهچهه‌زن‌ها است.